# D-1
D-1 es el nombre de un prototipo de traje espacial desarrollado por la empresa David Clark para realizar la demostración tecnológica de un traje sin partes duras y ser usado en pruebas técnicas y de evaluación de movilidad.
El diseño está basado en el traje ACES usado por los tripulantes de los transbordadores espaciales estadounidenses, pero centrándose en la mejora en la movilidad. Funciona con una presión interna de hasta 3,75 psi. La unión del hombro incorpora un sistema asistido por un cable y tejido con un patrón plano con un rodamiento (los únicos que usa el traje) en la parte superior del brazo. La unión entre la cintura y la cadera es parecida a la del hombro y el brazo, con el sistema de cable y tejido plano, pero sin rodamientos. Las articulaciones de los codos, rodillas y tobillos utilizan elementos de unión mediante tejido plano. El traje incorpora un anillo horizontal en la mitad del cuerpo para facilitar la inclinación del torso.
El traje pesa en total 12 kg.